# Dorotea de Dinamarca (1546-1617)
Dorotea de Dinamarca y Noruega (Kolding, 29 de junio de 1546-Celle, 6 de enero de 1617) fue una princesa dano-noruega por nacimiento, y duquesa de Brunswick-Luneburgo desde 1561 hasta 1592 como la consorte del duque Guillermo el Joven. Fue regente de su hijo, Jorge, entre 1592 y 1596.

## Biografía
Nacida en Kolding, Dorotea era la hija menor del rey Cristián III de Dinamarca y de Dorotea de Sajonia-Lauenburgo. Contrajo matrimonio con Guillermo de Brunswick-Luneburgo el 12 de octubre de 1561.
Cuando su marido murió en 1592, se convirtió en regente de su hijo menor de edad, Jorge. Tenía una profunda desconfianza de los consejeros a causa de su mala gestión con las propiedades de su marido durante su locura. Dorotea fue conocida como una regente capaz y enérgica.
Murió en Celle a la edad de 70 años.

## Hijos
De su matrimonio nacieron los siguientes hijos:
1. Sofía (30 de octubre de 1563-14 de enero de 1639), se casó con el margrave Jorge Federico de Brandeburgo-Ansbach.
2. Ernesto (31 de diciembre de 1564-2 de marzo de 1611).
3. Isabel (19 de octubre de 1565-17 de julio de 1621), casada con Federico, conde de Hohenlohe-Langenburg.
4. Cristián (19 de noviembre de 1566-8 de noviembre de 1633).
5. Augusto (18 de noviembre de 1568-1 de octubre de 1636).
6. Dorotea (1 de enero de 1570-15 de agosto de 1649), casada con Carlos, conde palatino de Birkenfeld.
7. Clara (16 de enero de 1571-18 de julio de 1658), se casó con Guillermo, conde de Schwarzburg-Blankenburg.
8. Ana (22 de marzo de 1572-5 de febrero de 1601).
9. Margarita (6 de abril de 1573-7 de agosto de 1643), casada con Juan Casimiro de Sajonia-Coburgo.
10. Federico (28 de agosto de 1574-10 de diciembre de 1648).
11. María (21 de octubre de 1575-8 de agosto de 1610).
12. Magnus (30 de agosto de 1577-10 de febrero de 1632).
13. Jorge (17 de febrero de 1582-12 de abril de 1641).
14. Juan (23 de junio de 1583-27 de noviembre de 1628).
15. Sibila (3 de junio de 1584-5 de agosto de 1652), casada con Julio Ernesto de Brunswick-Dannenberg.